# 蘇聯共產黨第二十三次代表大會

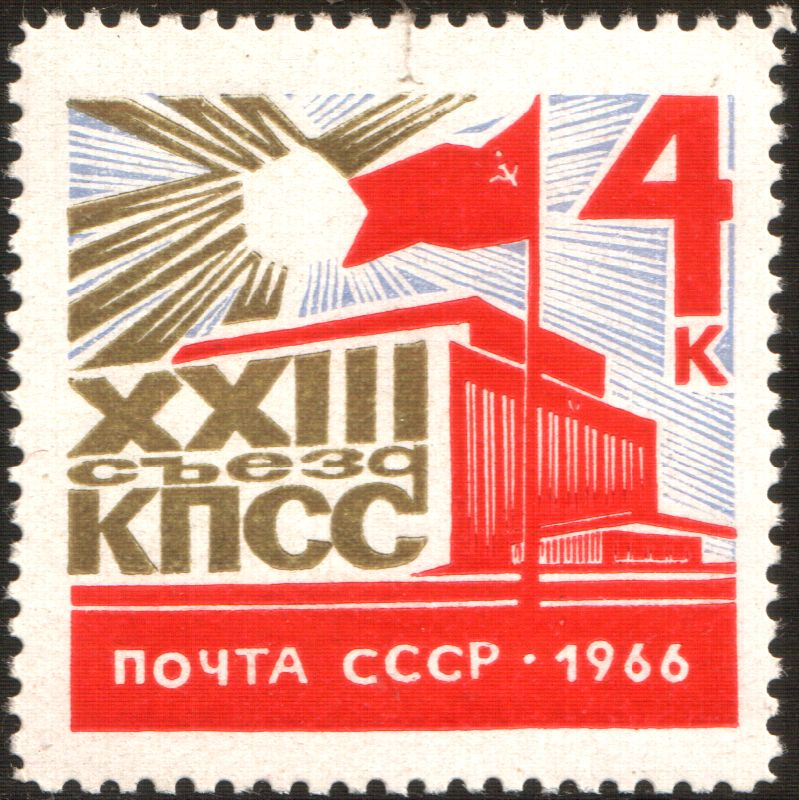
苏共二十三大期间发行的邮票

蘇聯共產黨第二十三次代表大會（俄语：XXIII съезд Коммунистической партии Советского Союза），簡稱蘇共二十三大（XXIII съезд КПСС），在1966年3月29日至4月8日期間在俄羅斯蘇維埃聯邦社會主義共和國莫斯科克里姆林宮國家大禮堂召開，是列昂尼德·勃列日涅夫統治蘇聯黨和國家期間召開的第一次黨代會。

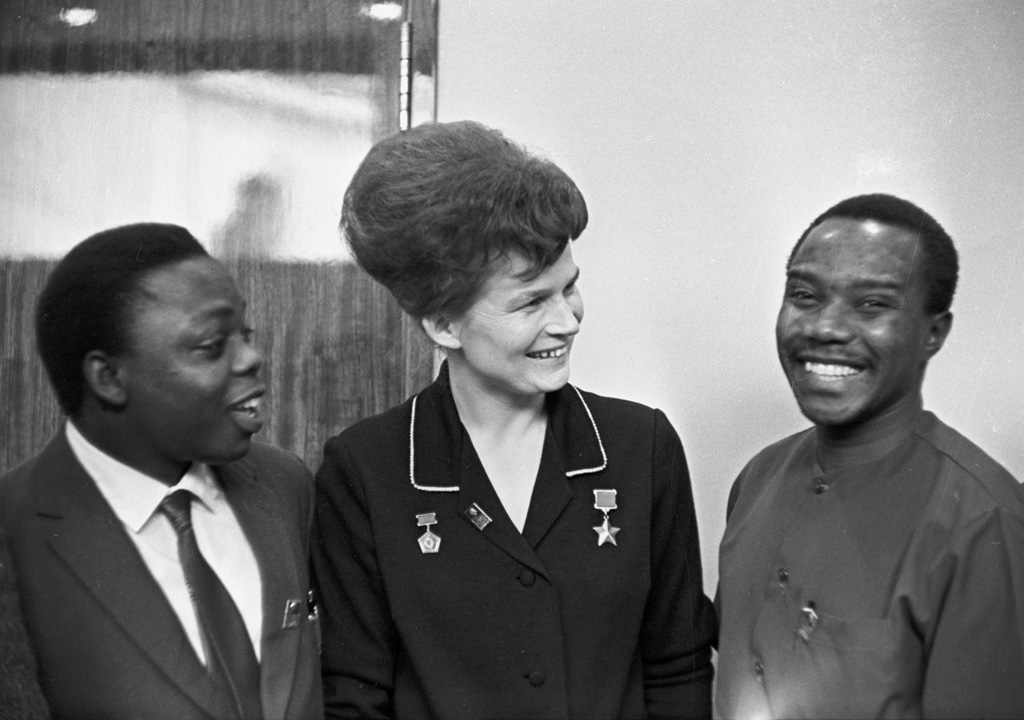
瓦莲京娜·弗拉基米罗芙娜·捷列什科娃和与会的非洲代表

與會代表包括4619名有權表決的代表和323名有權發言的代表，代表当时全党约1167万名黨員和79万名預備黨員。到會觀摩的还有86個國家的共產黨、工人黨、左翼社會黨和民族民主政黨的領袖或全權代表，然而中國共產黨卻由於中苏交恶而拒絕派代表赴會。
大會審議了蘇共中央第一書記勃列日涅夫發表的蘇共中央總結報告、蘇共中央檢查委員會主席諾娜·穆拉維耶娃發表的中央檢查委員會總結報告和蘇聯部長會議主席阿列克謝·柯西金所作的第八個五年計劃 (蘇聯)指示報告，並通過相應的決議。大會也通過了一份關於美國侵略越南的聲明。大會修訂了黨章，而蘇共中央第一書記一職也在這屆黨代會上恢復「蘇共中央總書記」的原名，「蘇共中央總書記」也是這個職務在1922年至1955年期間用過的名稱。大會選出蘇聯共產黨第二十三屆中央委員會195名正式委員和165名候補委員，以及中央檢查委員會79名委員。勃列日涅夫連任蘇共中央總書記。

## 腳註
1. 1 2 3 4  刘庚岑 1985，第83-88頁.
2. ↑  王巧榮 2011.
3. ↑  Service 2009，第378頁.
4. ↑  Fainsod & Hough 1979，第142–146頁.
5. ↑  Roberts 2008，第345頁.
6. ↑  Bychkov 1979.